# Grundviller
Grundviller (prononcer [ɡʁundvilɛʁ] ou [ɡʁyndvilɛʁ]) est une commune française située dans le département de la Moselle et le bassin de vie de la Moselle-Est.

## Géographie
| Puttelange-aux-Lacs     | Ernestviller | Woustviller |
|                         | Grundviller  | Hambach     |
| Rémering-lès-Puttelange | Richeling    | Sarralbe    |

Grundviller est une petite commune de 658 habitants (2017), située à 12 km au sud-ouest de Sarreguemines. Le village est situé en France dans la région de Lorraine et le département de la Moselle, il est entouré de massifs forestiers.

### Hydrographie
La commune est située dans le bassin versant du Rhin au sein du bassin Rhin-Meuse. Elle est drainée par le ruisseau le Hoppbach, le ruisseau le Willerlachgraben et le ruisseau le Notterbach.
Le Hoppbach, d'une longueur totale de 10,9 km, prend sa source dans la commune de Ernestviller et se jette  dans la Sarre à Herbitzheim, après avoir traversé cinq communes.

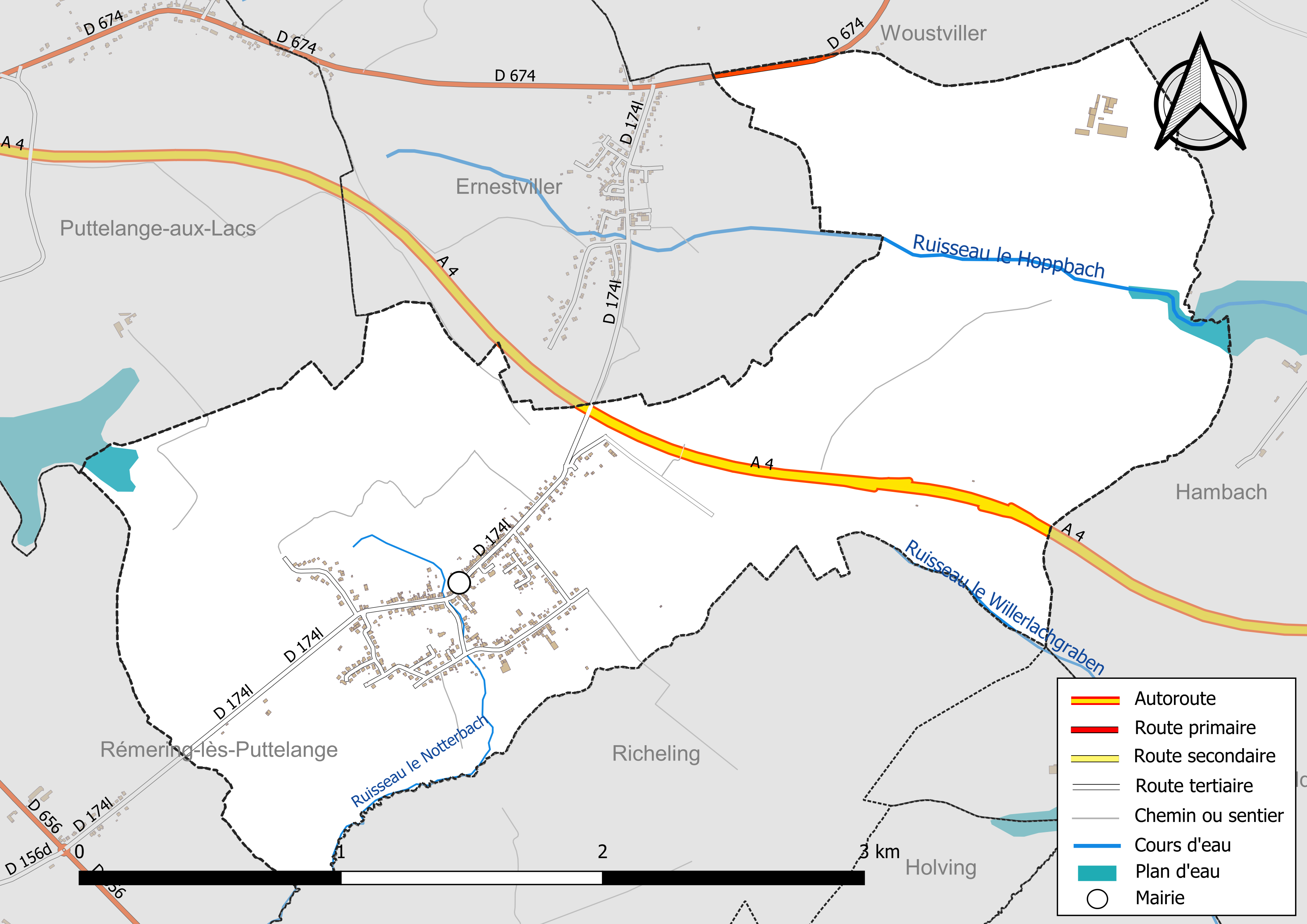
Réseaux hydrographique et routier de Grundviller.

La qualité des eaux des principaux cours d’eau de la commune, notamment du ruisseau le Hoppbach, peut être consultée sur un site spécial géré par les agences de l’eau et l’Agence française pour la biodiversité.

### Climat
Pour des articles plus généraux, voir Climat du Grand Est et Climat de la Moselle.
En 2010, le climat de la commune est de type climat des marges montargnardes, selon une étude du Centre national de la recherche scientifique s'appuyant sur une série de données couvrant la période 1971-2000. En 2020, Météo-France publie une typologie des climats de la France métropolitaine dans laquelle la commune est exposée à un climat semi-continental et est dans la région climatique  Vosges, caractérisée par une pluviométrie très élevée (1 500 à 2 000 mm/an) en toutes saisons et un hiver rude (moins de 1 °C). 
Pour la période 1971-2000, la température annuelle moyenne est de 9,9 °C, avec une amplitude thermique annuelle de 17,1 °C. Le cumul annuel moyen de précipitations est de 884 mm, avec 12,1 jours de précipitations en janvier et 9,3 jours en juillet. Pour la période 1991-2020, la température moyenne annuelle observée sur la station météorologique de Météo-France la plus proche, « Kappelkinger_sapc », sur la commune de Kappelkinger à 9 km à vol d'oiseau, est de 10,6 °C et le cumul annuel moyen de précipitations est de 772,6 mm. 
La température maximale relevée sur cette station est de 38,8 °C, atteinte le 25 juillet 2019 ; la température minimale est de −19,6 °C, atteinte le 26 décembre 2010,,. 
Les paramètres climatiques de la commune ont été estimés pour le milieu du siècle (2041-2070) selon différents scénarios d'émission de gaz à effet de serre à partir des nouvelles projections climatiques de référence DRIAS-2020. Ils sont consultables sur un site spécial publié par Météo-France en novembre 2022.

## Urbanisme

### Typologie
Au 1er janvier 2024, Grundviller est catégorisée bourg rural, selon la nouvelle grille communale de densité à sept niveaux définie par l'Insee en 2022.
Elle est située hors unité urbaine. Par ailleurs la commune fait partie de l'aire d'attraction de Sarreguemines (partie française), dont elle est une commune de la couronne,. Cette aire, qui regroupe 48 communes, est catégorisée dans les aires de 50 000 à moins de 200 000 habitants,.

### Occupation des sols
L'occupation des sols de la commune, telle qu'elle ressort de la base de données européenne d’occupation biophysique des sols Corine Land Cover (CLC), est marquée par l'importance des territoires agricoles (56,2 % en 2018), en diminution par rapport à 1990 (57,3 %). La répartition détaillée en 2018 est la suivante : 
forêts (33,3 %), zones agricoles hétérogènes (21,2 %), terres arables (19,8 %), prairies (15,2 %), zones urbanisées (8,3 %), eaux continentales (2,2 %). L'évolution de l’occupation des sols de la commune et de ses infrastructures peut être observée sur les différentes représentations cartographiques du territoire : la carte de Cassini (XVIIIe siècle), la carte d'état-major (1820-1866) et les cartes ou photos aériennes de l'IGN pour la période actuelle (1950 à aujourd'hui).

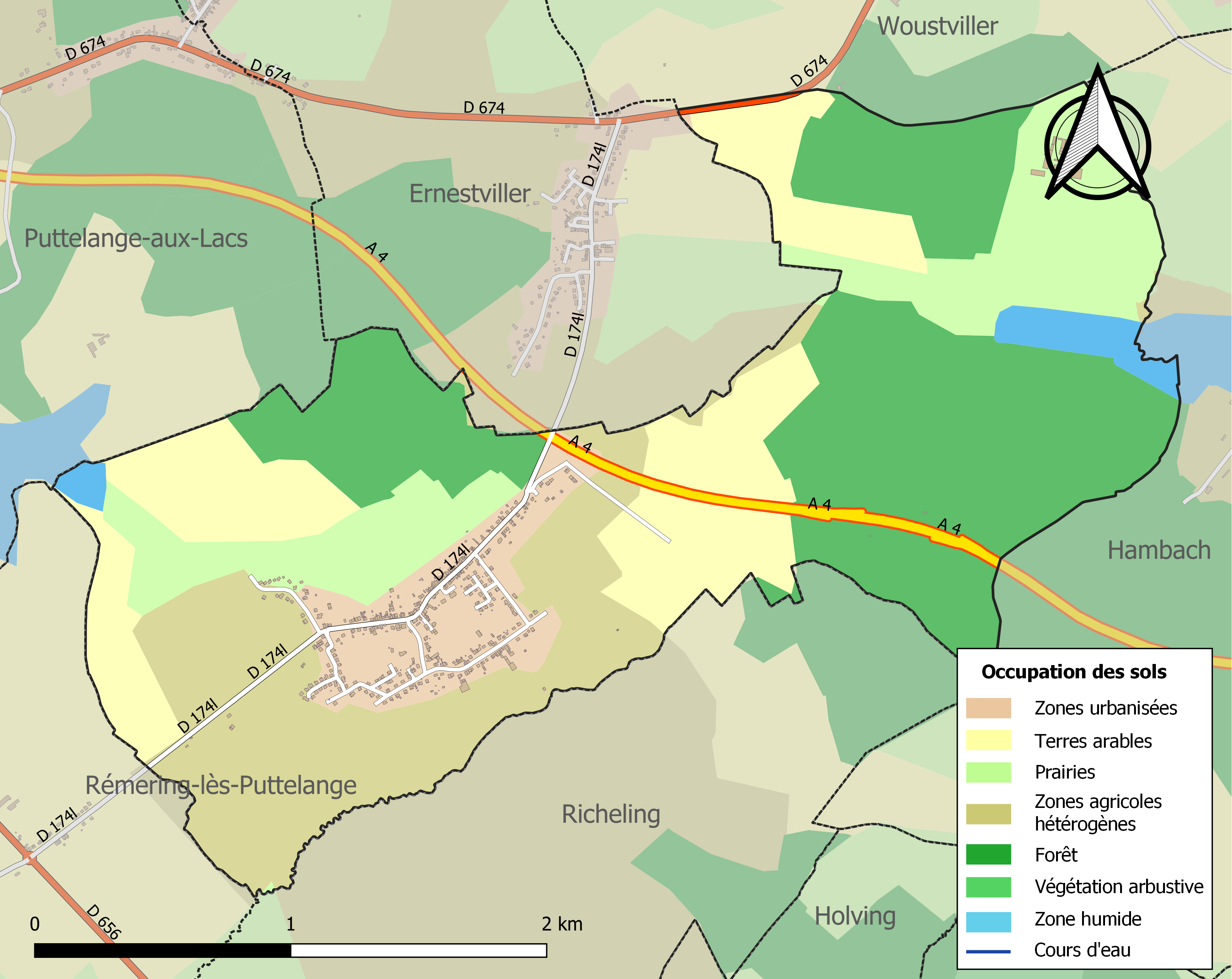
Carte des infrastructures et de l'occupation des sols de la commune en 2018 (CLC).

## Toponymie
- Gruntwiller (1423), Grundweiller et Gruntdweiller (1594), Grindwiler (1606), Grundwiller (1621), Grindweiller (1751), Grindviller/Grintviller/Grundviller (1756), Grindweiler ou Grundweiller (1779), Grundwiller[14], Grundviller (1793), Grundweiler (1871-1918).
- Grendwiller en francique lorrain[15].
- Sobriquet des habitants : Die Mëckedokter (les docteurs des mouches)[16].

## Histoire
Le nom de Grundviller viendrait de l’ancien haut allemand « Grunt » et du latin « villare » (transformé en langue allemande en « Weiler »), signifiant ainsi : village situé dans une dépression. Le nom de la commune de Grundviller est officiel depuis 1869[réf. nécessaire].
Au Moyen Âge, une moitié du village appartenait aux seigneurs de Puttelange, reconnaissant la souveraineté de la Lorraine depuis 1375. L’autre moitié fut cédée par le comte Louis II de Nassau-Sarrebruck à Henri II de Lorraine, duc de Lorraine[réf. nécessaire].
Dépendait de l'ancienne province de Lorraine, cédéE à la France en 1668.

## Politique et administration
| Période                                  | Période   | Identité          | Étiquette | Qualité |
| ---------------------------------------- | --------- | ----------------- | --------- | ------- |
| mars 1989                                | mars 1995 | Jean-Claude Krebs |           |         |
| mars 1995                                | mai 2020  | Edgard Lauer      |           |         |
| mai 2020                                 | En cours  | Jacques Sendras   |           |         |
| Les données manquantes sont à compléter. |           |                   |           |         |

## Démographie
L'évolution du nombre d'habitants est connue à travers les recensements de la population effectués dans la commune depuis 1800. Pour les communes de moins de 10 000 habitants, une enquête de recensement portant sur toute la population est réalisée tous les cinq ans, les populations de référence des années intermédiaires étant quant à elles estimées par interpolation ou extrapolation. Pour la commune, le premier recensement exhaustif entrant dans le cadre du nouveau dispositif a été réalisé en 2008.

En 2022, la commune comptait 661 habitants, en évolution de −1,34 % par rapport à 2016 (Moselle : +0,52 %, France hors Mayotte : +2,11 %).
| 1800 | 1806 | 1821 | 1836 | 1841 | 1861 | 1866 | 1871 | 1875 |
| ---- | ---- | ---- | ---- | ---- | ---- | ---- | ---- | ---- |
| 250  | 203  | 298  | 338  | 339  | 325  | 341  | 313  | 307  |

| 1880 | 1885 | 1890 | 1895 | 1900 | 1905 | 1910 | 1921 | 1926 |
| ---- | ---- | ---- | ---- | ---- | ---- | ---- | ---- | ---- |
| 299  | 305  | 293  | 300  | 263  | 263  | 260  | 281  | 296  |

| 1931 | 1936 | 1946 | 1954 | 1962 | 1968 | 1975 | 1982 | 1990 |
| ---- | ---- | ---- | ---- | ---- | ---- | ---- | ---- | ---- |
| 305  | 314  | 305  | 356  | 387  | 402  | 431  | 514  | 501  |

| 1999 | 2006 | 2008 | 2013 | 2018 | 2022 | - | - | - |
| ---- | ---- | ---- | ---- | ---- | ---- | - | - | - |
| 514  | 635  | 670  | 684  | 645  | 661  | - | - | - |

## Culture locale et patrimoine

### Lieux et monuments
Le presbytère actuel était l'ancienne ferme des Lôwenstein, comtes de Puttelange[réf. nécessaire].

#### Édifices religieux
- A la place de la chapelle Sainte-Anne, où il y avait un ermitage jusqu'en 1872, a été bâtie l'église Sainte-Anne en 1874 : statue-reliquaire de sainte Anne XVIIe siècle, bancs sculptés par un ermite, grand calvaire 1777, sculpté par les frères ermites gardiens de la chapelle et du cimetière.

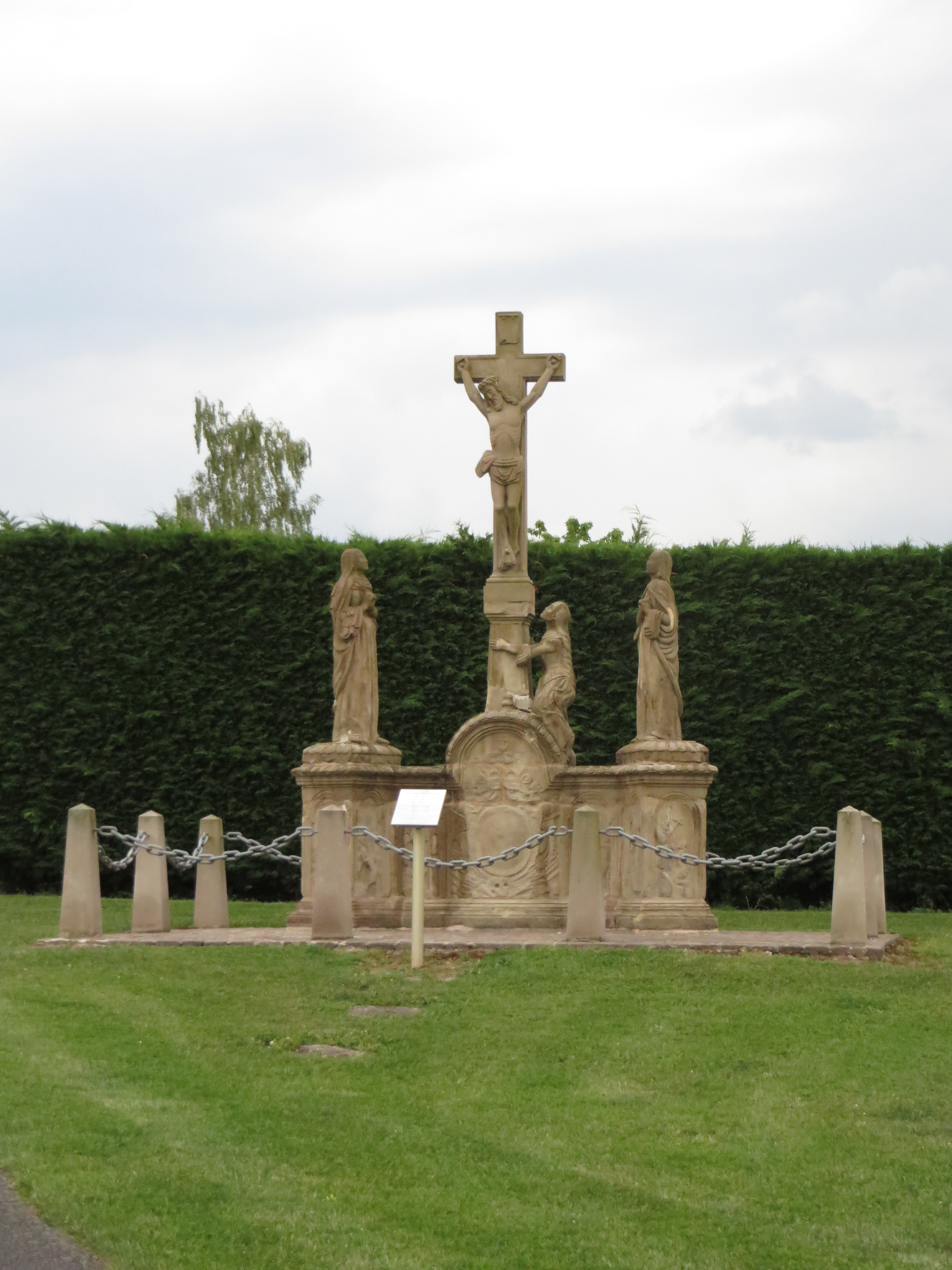
Le Calvaire

- Le calvaire Renaissance de Grundviller, datant du XVIIe siècle, est classé au titre des monuments historiques par arrêté du 12 juin 1989[21]. Il s’agit d’un des calvaires les plus majestueux en Lorraine et sa datation est estimée à 1515[22].

La partie supérieure représente le Christ en croix. À ses côtés se trouve sa mère et l'apôtre Jean, au pied de la croix Marie-Madeleine. La partie basse présente l'histoire de la passion du Christ en huit panneaux sculptés : six sur le devant et deux sur les côtés. Un médaillon vide surmonté d'une couronne repose sur une tête de mort symbolise les deux extrémités de la vanité humaine. Derrière est représenté le Christ au tombeau.
Jusqu'en 1939, le calvaire était érigé près du cimetière à proximité de la chapelle Sainte-Anne, démolie en 1872. Au début des hostilités, le monument a été démonté et transféré à Cognac. Il occupe l'emplacement actuel depuis 1941.
Mais aussi : la forêt communale, la réplique de la grotte Notre-Dame-de-Lourdes, l’ancien lavoir et l’abreuvoir communal.

### Héraldique
| Blason de Grundviller | Blason  | D'or à trois pals d'azur; chaussé de sinople; au filet en chevron renversé d'argent brochant sur la partition. |
| Blason de Grundviller | Détails | Le statut officiel du blason reste à déterminer.                                                               |